# HD현대마린엔진
HD현대마린엔진은 HD현대의 계열사이자 대한민국 대표 조선 기자재 전문기업으로 2004년 설립되어 현재 연간 선박용 주기엔진 400만 마력, 선박 74척 분 선실, 20만톤의 강재를 가공할 수 있는 능력을 보유했다.
산업플랜트 사업의 글로벌 리더로 도약하기 위해, 산업플랜트 EPC(Engineering, Procurement & Constuction)사업을 추진하고 있다.
시멘트, 발전, 환경, 화공 분야에서 세계적인 메이커로 발돋움하고 있고, 네덜란드 풍력발전기 제조업체를 인수하여 그룹의 신성장동력으로 추진 중인 그린비즈니스 분야에서도 새로운 도약을 추진하고 있다.
2006년 상반기 산업자원부 '세계일류상품 생산기업'인증 획득, STX그룹의 조선기계 부문 시너지 증대에 기여하고 있다.

## 본점 및 지점 현황
- 본점: 경상남도 창원시 성산구 적현로 222 (신촌동)
- 신촌공장: 경상남도 창원시 성산구 공단로 21 (신촌동)
- 대구공장: 대구광역시 달서구 달서대로 533 (호산동)